# Emmanuel Moses
Pour les articles homonymes, voir Moses.
Emmanuel Moses, né le 21 octobre 1959 à Casablanca, est un poète, traducteur et romancier français.

## Biographie

### Famille
Son père est le philosophe franco-israélien Stéphane Mosès ; sa mère, l'artiste Liliane Klapisch.
Il est l'arrière-petit-fils de l'écrivain allemand Heinrich Kurtzig (1865-1946).

### Parcours
Son enfance se déroule à Paris. Ensuite – il a neuf ans –, la famille émigre en Israël. Il y fait des études d’histoire.
En 1986, il est de retour en France. Ses premières publications sont des poèmes, puis viennent des romans. Il est également traducteur, notamment de l'hébreu moderne.

## Œuvres
- Le Repas du soir, Paris, Éditions du Titre, 1988, 33 p. (ISBN 9782907324021)
- Un homme est parti, Gallimard, 1989
- Métiers, Obsidiane, 1989 (Prix de la Vocation)
- Papernik, Grasset, 1992 (folio n° 3451)
- Les Bâtiments de la Compagnie Asiatique, Obsidiane, 1993 (prix Max-Jacob)
- Opus 100, Flammarion, 1996
- La Danse de la poussière dans les rayons du soleil, Grasset, 1999
- Le Présent, Flammarion, 1999
- Adieu Lewinter, Denoël, 2000
- La Vie rêvée de Paul Averroès, Denoël, 2001
- Valse noire, Denoël, 2002 (folio n° 3721)
- Dernières nouvelles de Monsieur Néant, Obsidiane, 2003
- Figure rose, Flammarion, 2006 (prix Maïse Ploquin-Caunan)
- Les Tabor, Stock, 2006
- Martebelle, Le Seuil, 2008
- D’un perpétuel hiver, Gallimard, 2009
- L’Animal, Flammarion, 2010
- Le rêve passe, Gallimard, 2010
- Préludes et fugues, Belin, 2011
- Le théâtre juif et autres textes, Gallimard, 2012
- Ce qu'il y a à vivre, Atelier la Feugraie, 2012
- Comment trouver comment chercher, Obsidiane, 2012
- Ce jour-là, Gallimard, 2013
- Sombre comme le temps, Gallimard, 2014 (prix Théophile-Gautier)
- Le voyageur amoureux, Al Manar, 2014
- Rien ne finit, Gallimard, 2015
- Ivresse, Al Manar, 2016
- Le compagnon des chacals, Galaade, 2016
- Polonaise, Flammarion, 2017
- Dieu est à l'arrêt du tram, Gallimard, 2017 (prix Méditerranée 2018)
- Les anges nous jugeront, Le Rocher, 2018
- Le paradis aux acacias, Al Manar, 2018
- Monsieur Néant, La Bibliothèque, 2019
- Il était une demi-fois, Lanskine, 2019
- La paix de Jérusalem, Tituli, 2019
- Ils ne tournent pas rond suivi de Revue, coll. « Les 4 saisons », Z4 éditions, 2019
- Un dernier verre à l'auberge, Lanskine, 2020
- Quatuor, Le Bruit du temps, 2020
- Dona, gravures de Frédéric Couraillon, Obsidiane, 2020
- Tout le monde est tout le temps en voyage, Al Manar, 2021
- Cette lumière dans cette obscurité, Al Manar, 2022
- Étude d'éloignement, Gallimard, 2023 (Prix Alain Bosquet 2023)
- Motets, Al Manar, 2023
- Poèmes fantômes, LansKine, 2024
- Le dictionnaire des sérénités, La rumeur libre, 2024
- L'auberge du bord de la route, Le bruit du temps, 2024
- Et souviens-toi que je t'attends, Monologue, 2025

Choix de traductions
- 11 poètes israéliens contemporains, Obsidiane, 1990, édition reprise chez Le Temps qu'il fait
- Peter Huchel, La tristesse est inhabitable, Orphée/La Différence, 1990
- Yehuda AmichaÏ, Anthologie personnelle, Actes Sud, 1992
- David Vogel, Un amas de nuit, choix de poèmes 1915-1941, Metropolis, 1997
- Anthologie de la poésie en hébreu moderne, Gallimard, 2001
- CK Williams, Anthologie personnelle, Actes Sud, 2001 (avec Claire Malroux et Michel Lederer)
- Anne Atik, Comment c'était, souvenirs sur Samuel Beckett, L'Olivier, 2003
- Yehuda AmichaÏ, Perdu dans la grâce, Gallimard, 2006
- Raymond Carver, La vitesse foudroyante du passé, L'Oliver, 2006
- S.J. Agnon, Au cœur des mers, Gallimard, 2008
- David Grossman, Tombé hors du temps, Le Seuil, 2012
- S.J. Agnon, Tehila, Gallimard, 2014

Œuvres traduites en anglais
- Yesterday's Mare, 17 prose poems, Vagabond Press, Stray Doc Editions, Sydney, 2003 (translated by Andrew Johnston)
- Last news of Mr. Nobody, Handsel Books, 2004 (translated by Alba Branca, Marilyn Hacker, Kevin Hart, Gabriel Levin and C.K. Williams)
- He and I, Oberlin College Press, 2009 (translated by Marilyn Hacker)
- Preludes and Fugues, Oberlin College Press, 2016 (translated by Marilyn Hacker)

## Prix et distinctions
- 1986 : Prix de poésie de la vocation pour Métiers (éditions Obsidiane, 1987)

### Radio
- Emmanuel Moses, sur France Culture.